# 劇団Q⁺
劇団Q⁺（げきだんきゅー）は、東京、神奈川を中心に活動する劇団。2014年活動開始。

## 概要
劇団Q+は、演出家の柳本順也が主宰する演劇集団。神奈川県横浜市で活動していた社会人劇団「横浜スタイル」を前身とし、元メンバーの公演を柳本がプロデュースする形で2014年より活動開始。現在は東京都を拠点に活動している。
メンバーは、20～50代までの幅広い世代で構成。劇団の活動以外にも、芸能事務所に所属しプロを目指す者や、仕事や家事、学業などの傍ら演劇を学ぶ者など多様なメンバーが集っている。
おもな活動には、座付き作家の吉村伸による脚本を柳本が演出し、プロの役者やダンサーも招いて行う本公演がある。そのほか、劇団内の有志メンバーによる企画公演や外部イベントへの参加など、合わせて年に1～3本ほどの作品を上演。また、所属メンバーたちの特技を生かした音楽や映像、朗読などの小作品を動画サイトYouTubeで積極的に公開している。
公演作品は、デザイナーおよびアートディレクターでもある柳本の美意識を強く反映しており、衣装や舞台美術、宣伝美術へのこだわりが特徴。さらに役者たちのエネルギッシュな芝居と融合する、ダンスパフォーマンスや楽器の生演奏、プロジェクターを使った映像投影、ライブペインティングなどの試みも魅力である。

## 公演

### 本公演
- 劇団Q⁺第1回本公演『お茶屋の家族』（2014年6月21日～22日 @STスポット）
- 劇団Q⁺第2回本公演『絵筆師のコグレ』（2015年7月18日～19日 @STスポット）
- 劇団Q⁺第3回本公演『Outsider-A』（2016年7月2日～3日 @STスポット）
- 劇団Q⁺第4回本公演『アイノカタチ』（2017年8月5日～6日 @のげシャーレ）
- 劇団Q⁺第5回本公演『サンパティック★ブロンコ』（2018年9月15日～17日 @ラゾーナ川崎プラザソル）
- 劇団Q⁺第6回本公演『夢中/滑稽』（2019年9月14日～16日 @ラゾーナ川崎プラザソル）
- 劇団Q⁺第7回本公演『アニマと迷子の王子』（2021年6月18日～20日 @ラゾーナ川崎プラザソル）

### イベント
- 第13回神奈川演劇博覧会『ご予約の高橋様』（2015年3月20日 @神奈川県立青少年センター）
- 第14回神奈川演劇博覧会『ポイプロ』（2017年3月20日 @神奈川県立青少年センター）
- 劇団EXPO'2020オンライン『Romio!-ロミ夫とジュリの物語』（2020年12月5日-12日、配信）
- 劇団EXPO'2021『十二人の地獄の裁判官』（劇場公演＝2021年11月14日　配信公演＝12月1日～12月19日 @千本桜ホール）

### プロデュース公演
- 劇団ケーキ投函Vol.1『ケーキを海底のポストへ投函』（2019年2月14日 @若葉町WHARF）
- 劇団ケーキ投函Vol.2『変身』（2020年2月15日～16日 @大森スポーツセンター小ホール）
- 劇団ケーキ投函Vol.3『サカナ!サカナ!』（2020年12月12日～13日 @大森スポーツセンター小ホール）